# Vzdělávací systém Japonska

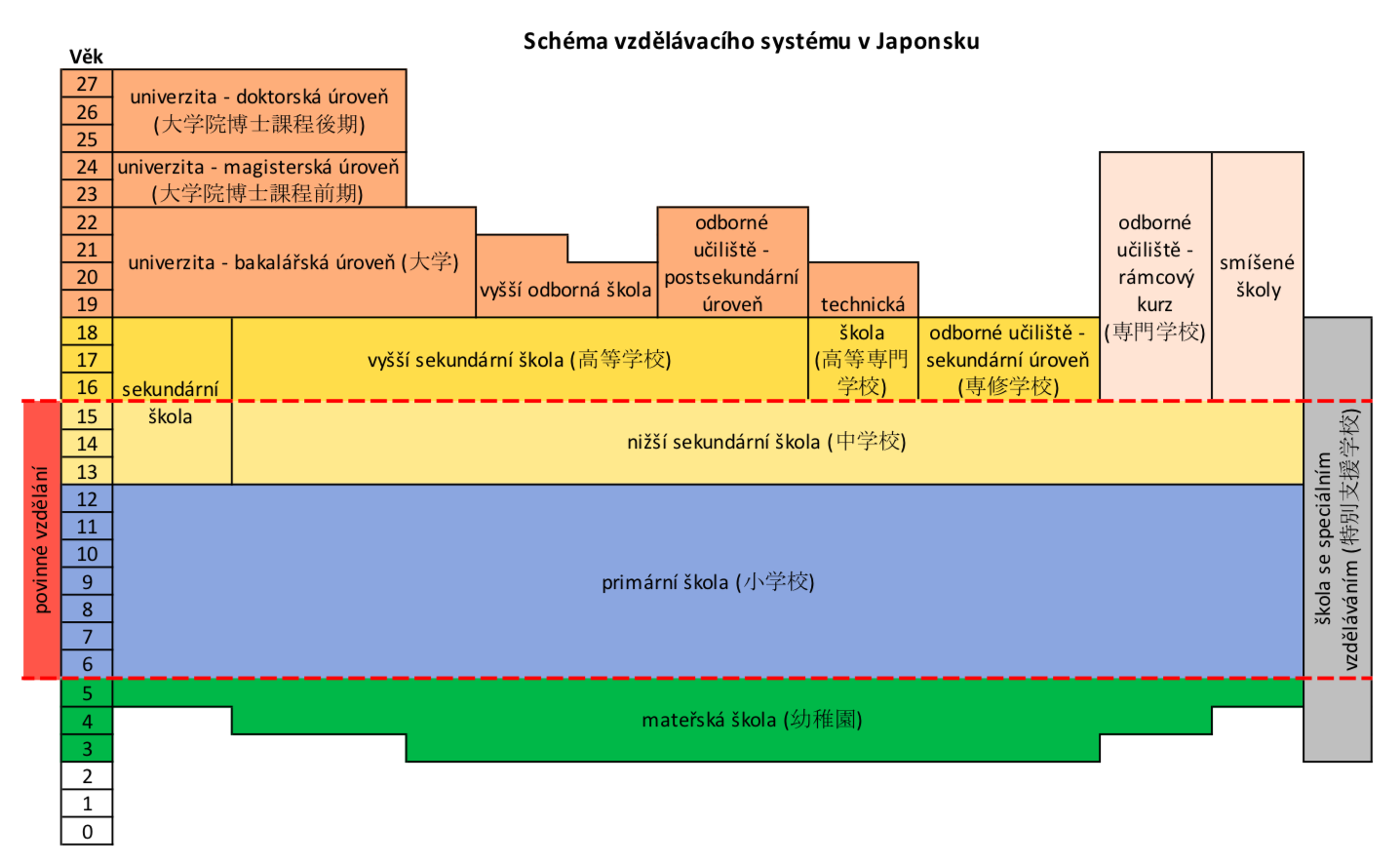
Schéma vzdělávacího systému Japonska

Vzdělávací systém v Japonsku sestává z dobrovolného předškolního vzdělávání, povinného základního vzdělávání klasifikovaného mezi primární (6 let) a nižší sekundární stupeň (3 roky), a dále opět dobrovolného vzdělávání na vyšších úrovních (3 roky vyšší sekundární, 4 roky vysokoškolské – bakalářský stupeň). Tento systém byl do určité míry nastaven podle amerického modelu. Školní rok je rozdělen do třech semestrů se začátkem v dubnu a koncem v březnu, kdy jsou před začátkem dalšího ročníku krátké prázdniny. Další prázdniny bývají ještě v srpnu a na přelomu prosince a ledna.

## Charakteristika
Vzdělání na všech úrovních je zajišťováno jak veřejnými, tak soukromými institucemi. Na všech úrovních vzdělávání se platí školné jak na veřejných, tak na soukromých školách. Jedinou výjimkou jsou veřejné školy poskytující povinné základní vzdělávání (6 + 3 roky), které jsou financovány zcela z veřejných zdrojů. Soukromé vzdělávací instituce se těší značné oblibě především na vyšší sekundární (středoškolské) a terciární (vysokoškolské) úrovni, přičemž kvalita i popularita některých soukromých vysokých škol dosahuje takové úrovně, že je řadí mezi nejlepší vysoké školy v Japonsku i v Asii. Vzdělání je v Japonsku přisuzována vysoká společenská vážnost a jeho kvalita obecně dosahuje vysoké úrovně. I přes to, že školné na japonských školách je jedno z nejvyšších na světě a dlouhodobě stále roste, zájem o vzdělání zůstává vysoký. V roce 2017 mělo Japonsko s 51% podílem osob s terciárním vzděláním na populaci ve věku 25–64 let po Kanadě 2. nejvzdělanější pracovní sílu mezi zeměmi OECD. Celkové výdaje na vzdělávání vyjádřené jako podíl na HDP jsou zcela pod průměrem zemí OECD (4,1 % oproti 5 %), nicméně výdaje na jednoho žáka jsou naopak nadprůměrné. V mezinárodních srovnávacích testech PISA pro oblasti čtenářské gramotnosti, matematiky a přírodních věd japonští studenti pravidelně zaujímají přední příčky mezi zeměmi OECD.

## Historie
Počátek institucionálního vzdělávání v Japonsku se datuje od období Jamato v šestém století, kdy do Japonska začaly pronikat vlivy čínského učení nesoucího s sebou kromě buddhismu a konfuciánství právě čínské literární zvyklosti a znakový způsob zápisu. Nejdůležitějšími místy formálního vzdělávání byly až do 15. století zenové buddhistické kláštery. V 16. století začaly do Japonska pronikat i evropské vlivy, především šlo o křesťanské misionáře z Portugalska. Díky nim začaly vznikat první jezuitské školy, na kterých byla vyučována i latina a latinské písmo.

### Období izolacionismu
V období následného japonského izolacionismu pod vládou rodu Tokugawa (1603–1867), tzv. období Edo, došlo k výraznému nucenému útlumu západních vlivů, ale zároveň k rozkvětu japonské tradiční kultury. Během období Tokugawa došlo k nárůstu chrámových škol, které sice vycházely z buddhistické vzdělávací tradice, ale nebyly již považovány za náboženské instituce. Mezi hlavní vyučované dovednosti patřilo čtení, písmo a aritmetika. V důsledku zvýšeného důrazu na kaligrafii se rapidně zlepšila gramotnost obyvatel. Na veřejné vzdělání měli nárok především samurajové, jejichž tradiční role válečníka se postupně měnila ve vládní úředníky. Běžní obyvatelé vzdělávali své děti sami, rozšířené bylo i kolektivní vyučování mimo domov za pomoci soukromých učitelů.

### Období reforem Meidži
Po pádu šógunátu a návratu k císařskému vládnutí v roce 1868 se během období vlády císaře Meidži Japonsko opět otevřelo světu, aby urychlilo proces modernizace společnosti. Díky zásadním reformám po vzoru zemí Západu byl vytvořen veřejný vzdělávací systém a došlo k rapidnímu zvýšení průměrného dosaženého vzdělání. Národní koncept vzdělávání se rychle formoval do západní podoby zhruba do roku 1890, kdy byl Imperiálním reskriptem o vzdělávání opět nastolen spíše centralizovaný, autoritářský přístup a návrat k tradičním odkazům konfuciánství a šintoismu. Na počátku 20. století bylo japonské vzdělávání rovnostářské pouze na základní úrovni, vyšší vzdělání bylo omezené, velmi selektivní a elitářské. To opět vytvořilo prostor pro zakládání vzdělávacích institucí křesťanskými misionáři, především byly zakládány vysoké školy s cílem zvýšit možnosti vzdělávání pro ženy.

### 20. století
Po porážce ve druhé světové válce bylo Japonsko okupováno Spojenými státy, což vedlo k výrazným společenským i politickým změnám, přijetí nové pacifistické ústavy, liberalizaci a demokratizaci vzdělávání. Velká vzdělávací reforma vytvořila nový systém inspirovaný americkým vzděláváním a vedla k růstu počtu vzdělávacích institucí. Bylo ustanoveno povinné devítileté základní vzdělávání sestávající z šesti let základní a třech let nižší sekundární školy. Po ukončení povinného vzdělávání se systém štěpí ve více možností, většina studentů však pokračuje v tříletých školách vyššího sekundárního stupně (středoškolská úroveň) a následně ve čtyřletých bakalářských programech terciárního stupně (vysokoškolská úroveň).
Po roce 1952, kdy Japonsko získalo opět státní suverenitu, došlo znovu k růstu nacionalismu ve vzdělávání a zvýšení důrazu na vyučování tradiční morálky a rozvoj osobnosti. Během 80. let byl však systém shledán příliš rigidním a objevovaly se obavy z jeho schopnosti přizpůsobovat se novým podmínkám i do budoucna. To vedlo k přijetí nové politiky na podporu internacionalizace, individuality a diverzity. V dnešní době za podobu vzdělávání v Japonsku zodpovídá Ministerstvo školství, kultury, sportu, vědy a technologií (Monbukagakušó – MEXT).

## Struktura školského systému

### Povinné základní vzdělávání
Základní vzdělávání sestává z primárního (šógakkó) a nižšího sekundárního (čúgakkó) stupně školství. Primární vzdělání, které trvá 6 let, je povinné nastoupit od šesti let věku, nižší sekundární vzdělání v délce 3 let pak bývá zvykem nastoupit ve dvanácti letech. I přes to, že oba tyto stupně jsou podle ústavy poskytovány veřejnou formou bezplatně, na soukromých školách se platí školné. Soukromé školy nabírají na významu především od nižšího sekundárního stupně, na který mnohdy přímo navazuje vyšší sekundární stupeň, který může v případě přidružených škol vést následně i k automatickému přijetí na konkrétní vysokou školu. Proto jsou už od nižšího sekundárního stupně školy velmi selektivní a studenti jsou vedeni k pečlivé a zodpovědné přípravě na přijímací zkoušky, které mohou významně ovlivnit jejich studijní budoucnost. Někteří studenti využívají tzv. džuku, tedy soukromých doplňkových vzdělávacích institucí, které studenty připravují přímo na přijímací zkoušky. Kromě toho tráví většina studentů volný odpolední čas klubovými aktivitami, které bývají dostupné přímo v areálu školy. Jedná se o běžné volnočasové aktivity zahrnující různé druhy sportu, hudební, literární či dramatické kroužky, ale např. i debatní kluby, kroužky kaligrafie, skládání origami nebo mediální tvorby. Z toho důvodu je běžné, že se studenti vrací ze školy až ve večerních hodinách.
Veřejné školy mají relativně málo autonomie, rozhodují pouze o 21 % veškerých souvisejících rozhodnutí. V otázce svého plánování a struktury rozhodují pouze v polovině případů, např. o náplni vyučovaných kurzů rozhodují pouze v rámci Národních osnovových standardů a o najímání a počtu zaměstnanců se rozhoduje na regionální úrovni.
Na veřejných školách probíhá vyučování od pondělí do pátku, na soukromých školách se však běžně vyučuje i v sobotu.

### Vyšší sekundární vzdělávání
Vyšší sekundární školství (kótó-gakkó, zkr. kókó) navazuje na devítileté povinné vzdělání. Pro přijetí je zpravidla nutno uspět u přijímacích zkoušek. Úspěšné ukončení studia pak vede k získání certifikátu o vyšším sekundárním vzdělání. Většina škol na této úrovni je obecného charakteru (přibližná obdoba českých gymnázií) a standardní délka studia jsou tři roky. Některé školy nabízejí specializované kurzy zaměřené např. na zemědělství, průmysl, obchod, rybolov, ošetřovatelství, vědu, hudbu, umění apod.
Od roku 1999 existují i tzv. Sekundární školy, které kombinují nižší i vyšší stupeň sekundárního školství se specializovaným vzděláním v celkové délce šesti let.
Pro děti s relativně silným stupněm postižení existují tzv. školy se speciálním vzděláváním. Zajišťují jak předškolní, tak primární a sekundární vzdělání. Od roku 2007 se speciální vzdělávání objevuje i v rámci standardních škol formou speciálních tříd, případně pouze speciálních poraden.

### Terciární vzdělávání
Na vysokoškolské vzdělání je v Japonsku kladen vysoký důraz. V roce 2017 dosáhlo terciárního vzdělání 59 % mužů a 62 % žen, což je více než 1.5, respektive 1.2krát více než průměrně v zemích OECD. Kromě univerzit existují i specializované školy, které jsou dostupné hned po ukončení nižšího sekundárního stupně jako tzv. technické školy a nabízejí studium v délce pěti let. Druhou možností jsou po ukončení vyššího sekundárního stupně vyšší odborné školy, které nabízejí dvou až tříleté studium a vedou k získání titulu džun-gakuši (obdoba českého DiS.). Dále existují ještě odborná učiliště a smíšené školy, které jsou v drtivé většině provozovány soukromě. I přes to, že některé z těchto škol přesahují standardní délku studia pro sekundární vzdělání, do terciárního vzdělání se řadí pouze univerzity a vyšší odborné školy.
Většina univerzit poskytuje především čtyřleté bakalářské vzdělání (titul gakuši). Některé poskytují i pětileté postgraduální studium sestávající z dvouletého magisterského (titul šuši) a následného tříletého doktorského programu (titul hakuši). Japonské vysoké školy jsou charakteristické relativně vysokým školným (na veřejných i soukromých školách) a vysokou mírou selektivity. Na přijímací zkoušky se intenzivně připravuje většina studentů v posledním ročníku sekundárních škol, někteří dokonce k přípravě využívají soukromých doplňkových institucí „džuku“.
Japonské univerzity se podle několika žebříčků řadí mezi nejlepší světové univerzity. Nejlepšími univerzitami v Japonsku jsou dlouhodobě Tokijská univerzita a Kjótská univerzita. Mezi nejlepší soukromé univerzity se dlouhodobě řadí tokijští „rivalové“ Univerzita Waseda a Univerzita Keio.